# 鮑比·布朗
羅拔·巴里斯福德·布朗（英語：Robert Barisford Bobby Brown，1969年2月5日—），出生於美國波士顿，是一名黑人流行樂歌手、詞曲作家，擅長R&B和舞曲，葛萊美獎得主。
巴比·布朗出身自知名男子團體『新版本合唱團』（New Edition），1986年離開該團單飛。1988年以第二張個人專輯《Don't Be Cruel》在樂壇大放異彩，憑藉著幾首成功的單曲、自身優異的舞技和出色的音樂影片加持下，一度將他的聲勢推至演藝生涯最巔峰，成為全美家喻戶曉的流行巨星。
1992年7月，與當代流行天后惠妮·休斯頓結婚，此消息頓時成為娛樂頭條。但兩人在婚後風波不斷，最終於2007年4月簽字離婚。2012年2月11日，惠妮·休斯頓猝死於比佛利山莊希爾頓酒店。同年，巴比·布朗與自己的財務經理Alicia Etheridge在夏威夷檀香山結婚。
巴比·布朗在廿歲時即成為當代的流行巨星，成名極早，但未能善加維持其天王地位。他的名字時常出現在社會版頭條，負面消息始終未曾間斷。

## 演藝生涯

### New Edition時期
巴比·布朗自小喜愛音樂，13歲的時候就和另外四位好友Michael Bivins、Ricky Bell、Ralph Tresvant以及Ronnie DeVoe一同組成『新版本合唱團』（New Edition），1986年因行為不檢被當時的唱片公司MCA Records要求離開這個團體。

### King Of Stage 單飛首張專輯
雖然巴比·布朗離開了當時頗具知名度的男子團體『新版本合唱團』，但唱片公司MCA Records並未因此跟巴比·布朗解除唱片合約，反倒是在隔年幫他出了第一張個人專輯《King Of Stage》。巴比·布朗1987年的首張個人專輯《King Of Stage》在市場上反應普通，單曲〈Girl Friend〉在 Hot R&B/Hip-Hop Songs（節奏藍調單曲榜）上獲得冠軍，這算是巴比·布朗單飛後所寫下的第一筆好成績。

### Don't Be Cruel 天王誕生
1988年6月，巴比·布朗發行第二張個人專輯《Don't Be Cruel》，當時的美國樂壇正是喬治·麥可的《信念》（Faith）在當頭火紅的時候。《Don't Be Cruel》專輯中首發同名單曲〈Don't Be Cruel〉是支節奏分明的舞曲，它是巴比·布朗生平第一首單曲榜TOP 10單曲，1988年10月15日登上了第8名並待了兩週，銷售達金唱片，1988年告示牌年終百大排名第79名。這首歌對於巴比·布朗的意義重大，有許多歌迷也是因為這首歌才認識他的，理所當然的 〈Don't Be Cruel〉也成了巴比·布朗的代表作，更是他演唱會上不可或缺的招牌經典。
巴比·布朗的《Don't Be Cruel》專輯，在1989年1月21日登上美國專輯榜的冠軍並蟬連三週，後被槍與玫瑰的《Appetite For Destruction》擊落一週，2月13日再重返專輯榜第一寶座，這次也再蟬連了三週，故共在專輯榜獲得六週冠軍，銷售達六白金。這張專輯總共發行了五首單曲，每首都進入了前十名，第二支單曲〈My Prerogative〉一週冠軍銷售達金唱片，2004年小甜甜布蘭妮又重新翻唱了這首歌曲。其它依序為〈Roni〉第3名、〈Every Little Step〉2週第3名金唱片，巴比·布朗並以這首歌獲得葛萊美獎「最佳節奏藍調男歌手」，以及〈Rock Wit'cha〉第7名亦是金唱片。此外，巴比·布朗也為電影『魔鬼剋星續集』（Ghostbusters II）錄製了一首主題曲〈On Our Own〉，這首歌除了在美國單曲榜待了3週亞軍之外，單曲銷售更破百萬張成為白金唱片。
從1988年年中開始，巴比·布朗的事業開始向上攀升，在整個1989年達到了最巔峰輝煌的階段，當時他已經成為全美國無人不知無人不曉的流行巨星了。在1989年告示牌年終的各項排行中，巴比·布朗獲得了多項的冠軍。首先，他一共有5首單曲進入了年終百大。
- 第2名 〈My Prerogative〉
- 第19名 〈On Our Own〉
- 第48名 〈Every Little Step〉
- 第80名 〈Roni〉
- 第95名 〈Rock Wit'cha〉

巴比·布朗也拿下1989年告示牌的年度單曲藝人以及最佳年度專輯《Don't Be Cruel》等多項第一的頭銜，當年他只有廿歲。
1989年10月，巴比·布朗趁勢發行混音專輯《Dance!...Ya Know It!》，收錄當年在排行榜上多首暢銷單曲，如〈Don't Be Cruel〉、〈My Prerogative〉以及〈On Our Own〉等等。

### 第一段婚姻及巔峰期後
1992年7月，巴比·布朗和樂壇天后惠妮·休斯頓完成『世紀婚禮』，這一對新人從開始交往到完婚備受媒體關注。
8月，巴比·布朗在休息近3年後推出的《Bobby》專輯，氣勢上沒有前一張《Don't Be Cruel》來的旺。專輯內收錄這對新婚夫妻合唱的歌曲〈Something In Common〉，首發單曲〈Humpin' Around〉獲得美國單曲榜第三名，單曲〈Good Enough〉則拿下第七名，其餘單曲如〈Get Away〉和〈That's The Way Love Is〉成績皆不佳。巴比·布朗新婚的喜氣似乎沒有為《Bobby》這張專輯帶來太大的加持，專輯銷售僅雙白金。
自此之後巴比·布朗的名字出現在新聞版面，均以社會新聞案件居多，打架滋事、酒駕、喀藥吸毒種種負面新聞不斷傳出。而他和惠妮·休斯頓的婚姻生活也時有家暴事件出現，許多八卦媒體總愛報導這對銀色夫妻的婚姻已亮起紅燈，但這對夫妻對於這些傳言向來都是矢口否認。
1993年，巴比·布朗因為在舞台上的演出過於挑逗煽情而遭到警方逮捕，而後幾年也常打架肇事、酒駕等案件數度進出警察局。
1996年，巴比·布朗和他的老搭檔新版本合唱團（New Edition）再度合體推出新專輯《Home Again》，專輯成績不俗，雙雙站上了專輯榜和Top R&B/Hip-Hop Albums的冠軍名次。
1997年，巴比·布朗推出他第四張個人專輯《Forever》，成績慘不忍賭，連前50名都進不了，此時他已經身纏官司，形象跌落谷底。
2002年，巴比·布朗为饶舌狠角色Ja Rule跨刀的单曲〈Thug Lovin’〉写下排行佳绩，并赢得Source音乐奖「最佳R&B饶舌合唱」的肯定。
2004年，因小甜甜布蘭妮翻唱巴比·布朗1989年的冠軍單曲〈My Prerogative〉，再掀流行风潮。
始终是八卦狗仔聚焦对象的巴比·布朗，于2005年与老婆惠妮·休斯頓联手推出电视节目「Being Bobby Brown」，两人不计形象的演出风靡一时，成为那年夏天收视最高的真人实境秀。
2007年，巴比·布朗与妻子惠妮·休斯頓离婚，结束了这段长达14年的婚姻。
2015年7月，巴比·布朗与前妻惠妮·休斯頓之女芭比·克莉丝汀娜·布朗去世。

## 風格與地位
巴比·布朗的音樂主要受節奏藍調和流行藝術家的影響，如麥可·傑克森、馬文·蓋伊和王子等。在巴比·布朗的歌曲中可以常聽到他模擬的咕嚕聲和“嗷”的聲音，這是模仿詹姆斯·布朗以及麥可·傑克森的。
巴比·布朗是20世纪80年代末到90年代初最耀眼的R&B明星之一，他让時下當紅的新杰克摇摆曲風更广为流行。此后90年代中期，巴比的私生活比他的音乐更加有名，儘管他没有录制什么新唱片，但与流行天后惠妮·休斯顿动荡的婚姻关系，以及数次觸犯法律的冲突事件，令他的名字仍经常出现在小报头条位置。

## 音樂作品

### 錄音室專輯
- King of Stage (1986)
- Don't Be Cruel (1988)
- Bobby (1992)
- Forever (1997)
- The Masterpiece (2012)

## 電影
| Year | Film                              | Role             |
| ---- | --------------------------------- | ---------------- |
| 1985 | Krush Groove                      | Himself          |
| 1989 | Ghostbusters II                   | Mayor's Doorman  |
| 1990 | Mother Goose Rock 'n' Rhyme       | Three Blind Mice |
| 1995 | Panther                           | Rose             |
| 1996 | A Thin Line Between Love and Hate | Tee              |
| 2001 | Two Can Play That Game            | Michael          |
| 2002 | Go for Broke                      | Jive             |
| 2003 | Gang of Roses                     | Left Eye Watkins |
| 2004 | Nora's Hair Salon                 | Bennie           |
| 2008 | Nora's Hair Salon 2: A Cut Above  | Old Man Butter   |

## 外部連結
- 鮑比·布朗在互联网电影资料库（IMDb）上的資料（英文）（英文）